# Branislav Mitrović
Branislav Mitrović (en serbe : Бранислав Митровић, né le 30 janvier 1985 à Novi Sad) est un joueur de water-polo international serbo-monténégrin puis serbe évoluant au poste de gardien de but au club hongrois du Egri VK et en équipe nationale de Serbie.

## Carrière
- 2003-2007 :  VK Vojvodina
- 2007-2010 :  VK Partizan
- 2010-2011 :  Ferencvárosi TC
- 2011-2014 :  Debreceni CPV
- 2014- :  Egri VK

## Palmarès

### En club
| - VK Partizan - Championnat de Serbie : - Vainqueur : 2007 et 2008. - Coupe de Serbie : - Vainqueur : 2007 et 2008. - Championnat de Serbie-et-Monténégro : - Vainqueur : 2002. |  | - VK Budva - Championnat du Monténégro : - Vainqueur : 2011. - Coupe du Monténégro : - Finaliste : 2011. |

### En sélection
- Serbie
  - Jeux olympiques :
    - Médaille d'or : 2016.

  - Championnat du monde
    - Vainqueur : 2015.

  - Ligue mondiale :
    - Vainqueur : 2013, 2014, 2015 et 2016.

  - Championnat d'Europe :
    - Vainqueur : 2012, 2014 et 2016.

  - Jeux méditerranéens :
    - Troisième : 2005.